# Baleix
Baleix é uma comuna francesa na região administrativa da Nova Aquitânia, no departamento dos Pirenéus Atlânticos. Estende-se por uma área de 6,42 km². Em 2010 a comuna tinha 144 habitantes (densidade: 22,4 hab./km²).